# 土橋禹王宮
土橋禹王宮位於四川省成都市金堂縣土桥镇禹王下街七十號，文物遺址年代判定為清，1981年被成都市人民政府公佈為市級文物保護單位，2012年7月16日公佈為第八批四川省文物保護單位。

## 簡介
土橋禹王宮始建於清乾隆二十九年（西元1764年），由清初入川的湖南、湖北鄉民籌資建造，又稱“湖廣會館”，並於道光十一年（西元1831年）增建卷棚拜台。其建築群坐南朝北，由山門，正殿、左右廂房、戲臺等組成，總占地面積約3000平方公尺，建築面積1921.45平方公尺，以佈局嚴謹、裝飾華麗、雕刻精美著稱。